# Belmonte (Portugal)
Belmonte es una villa portuguesa del distrito de Castelo Branco, Región estadística del Centro (NUTS II) y comunidad intermunicipal de Beiras y Sierra de la Estrella (NUTS III), con cerca de 3200 habitantes.

## Geografía
Es sede de un municipio con 114,56 km² de área y 6204 habitantes (2021), subdivididos en 4 freguesias. El municipio está limitado al norte por el de Guarda, al este por Sabugal, al sudeste por Fundão y al oeste por Covillana.

## Demografía
| Gráfica de evolución demográfica de Belmonte entre 1801 y 2021 |
|                                                                |
| Datos según el nomenclátor publicado por el INE portugués.     |

## Freguesias
Las freguesias de Belmonte son las siguientes:
- Belmonte e Colmeal da Torre
- Caria
- Inguias
- Maçainhas

## Historia
El municipio recibió la foral de Sancho I en 1199. Belmonte es la vecina de Covillana, a pesar de estar situados en el interior de Portugal están relacionados como pocas regiones portuguesas con los descubrimientos portugueses. Por ejemplo, el navegante  y descubridor de Brasil en 1500, Pedro Álvares Cabral, nació en esta localidad.
La localidad tiene una importante comunidad judía sefardí que en su mayoría vino de España después de la orden de expulsión de los Reyes Católicos en 1492. Muchos la abandonaron posteriormente por otro decreto de expulsión esta vez de Manuel I aunque hubo una parte que decidió practicar la religión en secreto y aparentar la conversión al cristianismo pero en la realidad seguir profesando el judaísmo, esto les dio es apodo de «marranos».

## Lugares de interés
- Castillo de Belmonte
- Torre de Centum Cellas
- Museu Judaico de Belmonte
- Museo de los Descubrimientos
- Museo del Aceite
- Albergue-Convento de Belmonte
- Ecomuseo del Cécere
- Fórnea
- Iglesia de Belmonte
- Sinagoga de Belmonte